# デヴィッド・ウォリアムス
デヴィッド・ウォリアムス（David Walliams,OBE,  1971年8月20日 - ）は、イギリスのコメディアン、俳優、脚本家、小説家。

## 略歴
イングランド、マートン・ロンドン特別区出身。本名はWilliams（ウィリアムス）だが、Walliams（ウォリアムス）という名前に変えている。これは、俳優の労働組合に加入しようとした時にすでに同姓同名の人物がいたためである。
ブリストル大学のコメディ・サークルで同級生だったマット・ルーカスとのコンビ作で知られる。
2008年に児童向け小説『The Boy in the Dress』を出版して以降、児童文学作家としても著名であり、中でも代表作『Gangsta Granny』はテレビ映画のほか舞台版も制作されている。前述の『The Boy in the Dress』と2009年発表の『Mr Stink』 ではロアルド・ダール作品等で知られるイラストレーターのクェンティン・ブレイクが挿絵を担当した。
2017年に大英帝国勲章（OBE）を授与された。

## 私生活
2009年から、ファッションモデルのララ・ストーンと交際。2010年1月に婚約、同年5月にロンドンのホテルで結婚式を挙げた。
ララとの間には息子も生まれたが、2015年3月に別居、同年秋に離婚が成立した。
その上品で優雅なブリテッシュ・アクセントと、外見・ファッション、立ち振る舞い、出演作の役柄などから、長年に渡り、同性愛者（ゲイ）ではないかと、世間で噂されていた時期があり、2012年9月に大衆紙ミラーに掲載された記事によれば、実際に、男性との恋愛経験があると告白している。しかし、結婚後は、2012年3月24日放映されたジョナサン・ロス・ショーのインタビューにあるように、ブリテンズ・ゴット・タレントの審査員を一緒に務めるサイモン・コーウェルに対する恋愛感情疑惑については、もはや笑いのネタとして定着し、同番組に共演するサイモン・コーウェルによる痛烈な審査やコメントにマイルドさを加える一役を買っている。

## 出演作品
- プランケット&マクレーン Plunkett & Macleane (1999)
- SPACED ～俺たちルームシェアリング～ Spaced (1999) ※テレビシリーズ、ゲスト出演
- リトル・ブリテン Little Britain (2003-2005) ※テレビシリーズ、兼脚本
- 初笑いだよ2008 リトル・ブリテン 世界の国からこんにちはスペシャル Little Britain Abroad (2006) ※テレビシリーズの特別番組
- ロブの「この年、オレ年」 Annually Retentive (2006) ※テレビシリーズ、ゲスト出演
- スターダスト Stardust (2007)
- リトル・ブリテンUSA Little Britain USA (2008) ※テレビシリーズ、兼脚本・製作総指揮
- 奇人たちの晩餐会 USA Dinner for Schmucks (2010) ※日本劇場未公開
- マットとデヴィッド ボクたち空港なう。 Come Fly with Me (2010-2011) ※テレビシリーズ、兼脚本
- 大いなる遺産 Great Expectations (2012) ※日本劇場未公開、WOWOWで放映
- まじょとねこどん ほうきでいくよ Room on the Broom (2012) ※テレビアニメ、声の出演
- ブリテンズ・ゴット・タレント Britain's Got Talent (2012-2022) ※審査員
- Mr.スキャンダル The Look of Love (2013) ※WOWOW放映時のタイトルは『ミスター・スキャンダル』[6]
- ジャスティンと勇気の騎士の物語 Justin and the Knights of Valour (2013) ※アニメ映画、声の出演、日本劇場未公開
- アガサ・クリスティー トミーとタペンス -2人で探偵を- Partners in Crime (2015) ※テレビミニシリーズ
- へそまがり昔話 Revolting Rhymes (2016) ※テレビアニメ、声の出演
- マーダー・ミステリー Murder Mystery (2019) ※Netflixオリジナル映画
- ミッシング・リンク 英国紳士と秘密の相棒 Missing Link (2019) ※声の出演
- スティーラーズ Twist (2021)